# Eulepidotis electa
Eulepidotis electa är en fjärilsart som beskrevs av Dyar 1914. Eulepidotis electa ingår i släktet Eulepidotis och familjen nattflyn. Inga underarter finns listade i Catalogue of Life.